# ChatZilla
ChatZilla è un client IRC per i browser Mozilla, scritto in XUL e JavaScript.
ChatZilla è progettato per girare su ogni piattaforma su cui c'è Mozilla, come Mac OS, Linux, Microsoft Windows, Solaris, IRIX, BeOS, AIX, HP-UX, OS/2 e BSD.
Supporta le funzioni più famose dei client IRC, come connessioni a più server, IPv6 ed SSL, inoltre utilizza di default l'UTF-8. Supporta JavaScript come linguaggio di scripting. I messaggi vengono scritti usando i fogli di stile, ciò significa che lo stile del client può essere cambiato facilmente, ad esempio includendo uno che associa gli avatar (fotografie) vicino al nickname degli utenti che parlano nel canale.
Sono supportate caratteristiche come il protocollo Direct Client-to-Client (DCC), che permette agli utenti di scambiarsi file. Al momento ChatZilla non supporta la ripresa dei trasferimenti DCC sospesi.
Il lavoro su ChatZilla continua: attualmente è incluso nel browser Mozilla e disponibile come estensione per Mozilla Firefox. ChatZilla, inoltre è disponibile in una versione standalone (autonoma) che gira in XULRunner.
ChatZilla viene tradotta in italiano dal team di eXtenZilla.org, che si occupa di tradurre le innumerevoli estensioni per Mozilla, Mozilla Firefox e Mozilla Thunderbird in italiano.